# 江苏大学附属金坛医院
金坛市人民医院，是中国江苏省的一所医院，为二级甲等医院，位于金坛市金城镇南门大街16号。

## 规模
金坛市人民医院总床位420张，日门诊量720人次。